# Monte (Buenos Aires)
Pour les articles homonymes, voir Monte.
San Miguel del Monte, ou simplement Monte, est une localité argentine située dans le partido homonyme, dans la province de Buenos Aires.

## Démographie
La localité compte 24 312 habitants (Indec, 2010), ce qui représente une augmentation par rapport au précédent recensement qui comptait 21 269 habitants en 2001.

## Personnalités
- Ubaldo Matildo Fillol (El Pato), footballeur